# Tockus rufirostris
Tockus rufirostris là một loài chim trong họ Bucerotidae.